# The Lady Luck - EP
The Lady Luck - EP es el tercer trabajo de la banda de piano rock The Cab lanzado el 30 de junio de 2009 en el EP The Cab canta junto con Cassadee Pope de Hey Monday la antes vista canción Take My Hand de su álbum anterior Whisper War de 2008 y la canción I'll Run version Strings, I Want to Break Free de la banda Queen es utilizado en este EP

## Lista de canciones
1. Take My Hand (Remix) (junto a Cassadee Pope de Hey Monday)
2. I Am Who I Am (Feat. Eloquent & Dj Break)
3. Diamonds are Forever (And Forever Is A Mighty Long Time)
4. I'll Run (Strings Version)
5. I Want To Break Free (Queen Cover)
6. Lights (Bonus Track)

- Datos: Q5641881